# كيتي فويل (فلم)
كيتي فويل (بالإنجليزية: Kitty Foyle) هو فيلم سيرة ذاتية تم إنتاجه في الولايات المتحدة وصدر في سنة 1940.

## بطولة
- جنجر روجرز

### ترشيحات وجوائز
| السنة | الحدث | الفئة             | النتيجة  |
| ----- | ----- | ----------------- | -------- |
|       |       | أوسكار أحسن ممثلة | فـــــوز |

## الميزانية والإيرادات
بلغت تكلفة إنتاج الفيلم حوالي 738,000 دولار بينما حقق أرباحا تقدر بـ 2,385,000 دولار.

## وصلات خارجية
- مقالات تستعمل روابط فنية بلا صلة مع ويكي بيانات

1. ↑  "معلومات عن كيتي فويل (فيلم) على موقع elfilm.com". elfilm.com.[وصلة مكسورة]
2. ↑  "معلومات عن كيتي فويل (فيلم) على موقع imdb.com". imdb.com. مؤرشف من الأصل في 2018-08-12.
3. ↑  "معلومات عن كيتي فويل (فيلم) على موقع moviemeter.nl". moviemeter.nl. مؤرشف من الأصل في 2016-03-05.